# 9186 Fumikotsukimoto
9186 Fumikotsukimoto è un asteroide della fascia principale. Scoperto nel 1991, presenta un'orbita caratterizzata da un semiasse maggiore pari a 2,3077937 UA e da un'eccentricità di 0,1932481, inclinata di 23,10209° rispetto all'eclittica.